# واستهوف
واستهوف (انگلیسی: Wüsthof) شرکت وسایل آشپزخانه آلمانی است، که در سال ۱۸۱۴ تأسیس شد.